# Sankt Stefan ob Leoben
Sankt Stefan ob Leoben osztrák község Stájerország Leobeni járásában. 2017 januárjában 1917 lakosa volt.    

## Elhelyezkedése

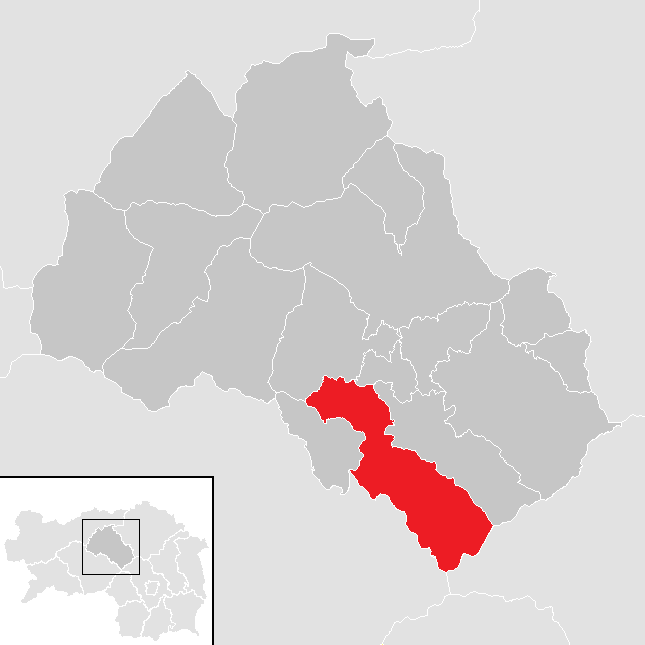
Sankt Stefan ob Leoben a Leobeni járásban

Sankt Stefan ob Leoben Felső-Stájerországban fekszik, a Mura mentén. Területén található Stájerország szövetségi tartomány földrajzi középpontja.  Az önkormányzathoz 6 település tartozik (Zmöllach kivételével valamennyi a saját katasztrális községében): Kaisersberg (394 lakos), Lichtensteinerberg (17), Lobming (378), Niederdorf (139), Sankt Stefan ob Leoben (1014), Zmöllach (34).
A környező önkormányzatok: nyugatra Kraubath an der Mur, északnyugatra Kammern im Liesingtal, északra Traboch, északkeletre Sankt Michael in Obersteiermark, délkeletre Übelbach, délnyugatra Sankt Margarethen bei Knittelfeld. 

St. Stefan ob Leoben látképe

## Története

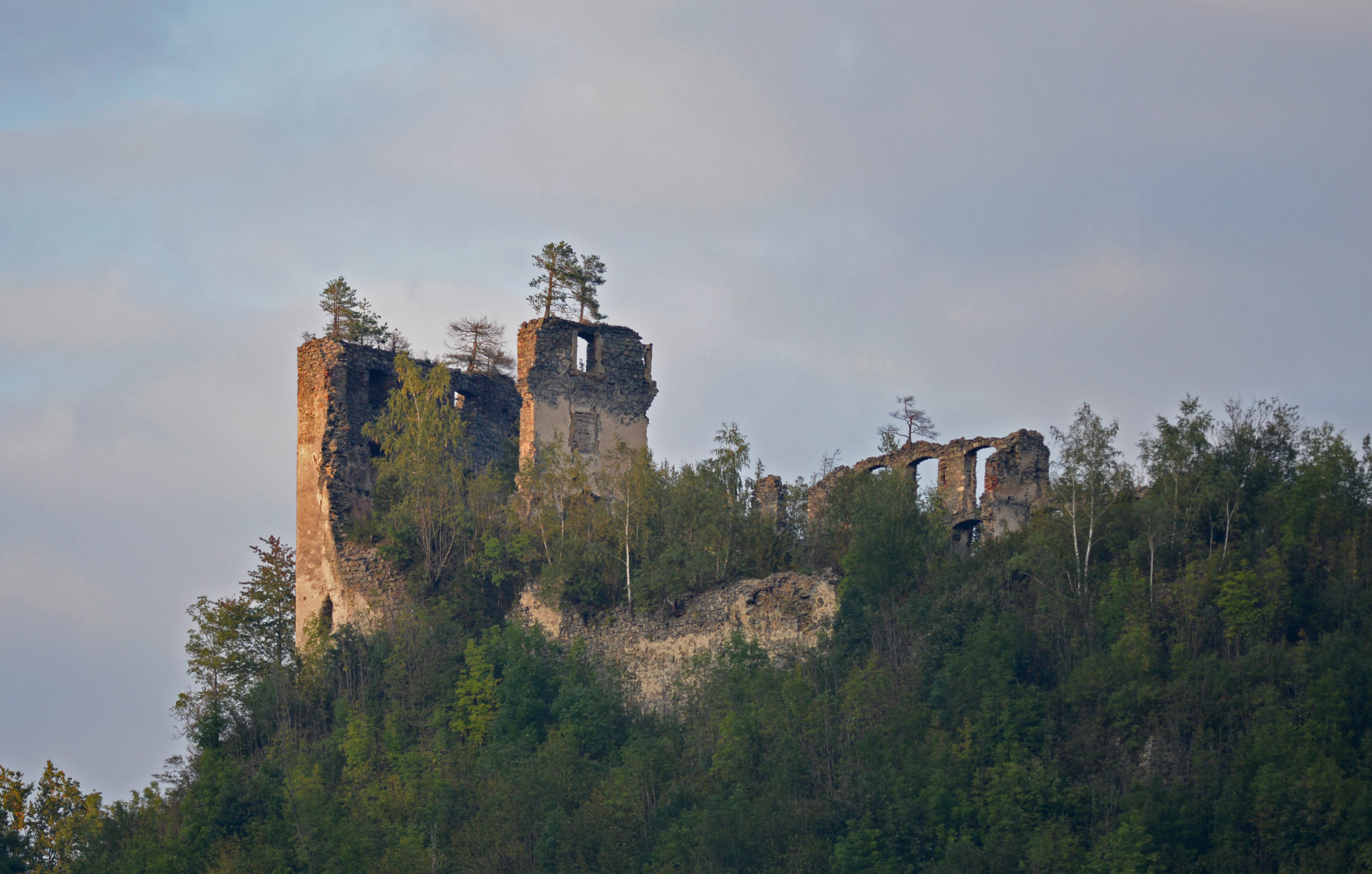
Kaisersberg várának romjai

A település létrejötte a Murán átvezető Szt. István-hídnak köszönhető; ez volt az egyetlen átkelő a folyón Knittelfeld és Leoben között. A mai helynevek már egy 860-as adománylevelekben feltűnnek, Lobmingot pedig (Lobminichamundi) 927-ben  említi először egy oklevél. 1105-ben Waldo von Rein gróf kápolnát építtet a faluban. A 13. században a Pfannbergek a birtok urai, ők építtették Kaisersberg várát. 
1581-ben egy timsóüzemet említenek Kaisersberg mellett, 1629-ben megkezdik a rézérc bányászatát Lobming mellett, 1755-ben pedig a grafit kitermelés is megindul. 
Kaisersberg vára 1793-ig volt lakott, amikor tulajdonosa, Breuner gróf új kastélyt építtetett a várhegy lábánál. A várat a napóleoni háborúk alatt, a szomszédban zajló Sankt Michael-i csata során lerombolták. 
Az 1848-as polgári forradalom után megalakult St. Stefan önkormányzata, amelynek területe megegyezett a maival. 1860-ban a községet bekötötték a vasúti hálózatba. 1862-ben Mayr-Melnhof báró felvásárolta a grafitbányát, a krómércbányát és a lobmingi vasművet. Utóbbi kettőt bezárták, de a grafitkitermelés jövedelmezőnek bizonyult. Egy rövid ideig magnezitet is bányásztak St. Stefan mellett. 
A második világháborúban a község nem szenvedett károkat. A háború végén a szovjetek foglalták el, majd a brit megszállási zónába került.

## Lakosság
A Sankt Stefan ob Leoben-i önkormányzat területén 2017 januárjában 1917 fő élt. A lakosságszám 1971 óta (akkor 2392 fő) csökkenő tendenciát mutatott. 2015-ben a helybeliek 97,4%-a volt osztrák állampolgár; a külföldiek közül 1% a régi (2004 előtti), 1,1% az új EU-tagállamokból érkezett. 2001-ben a lakosok 86,5%-a római katolikusnak, 2,6% evangélikusnak, 10,3% pedig felekezet nélkülinek vallotta magát. Ugyanekkor egy magyar élt a községben.

## Látnivalók
- Kaisersberg várának romjai
- a Szt. István-plébániatemplom
- a lobmingi Szt. Miklós-templom

## Fordítás
- Ez a szócikk részben vagy egészben  a   Sankt Stefan ob Leoben című német Wikipédia-szócikk ezen változatának fordításán alapul.  Az eredeti cikk szerkesztőit annak laptörténete sorolja fel. Ez a jelzés csupán a megfogalmazás eredetét és a szerzői jogokat jelzi, nem szolgál a cikkben szereplő információk forrásmegjelöléseként.